# Polaroscyphus
Polaroscyphus is een monotypisch geslacht van schimmels behorend tot de familie Hyaloscyphaceae. Het bevat alleen  Polaroscyphus spetsbergianus.